# 1890 County Championship
Navigation
Édition suivante
Le 1890 County Championship fut le premier County Championship organisé en tant que compétition officielle après l'entente entre le Marylebone Cricket Club (MCC) et les principaux clubs des comtés lors d’une réunion en décembre 1889. Surrey devint le premier champion officiel après neuf matchs sur quatorze.

## Constitution du championnat officiel
Le 10 décembre 1889, lors d'une réunion à Lord's, le County Championship fut constitué pour permettre aux secrétaires de clubs de déterminer les matches de 1890. Pendant ce temps, les représentants des huit principaux clubs de comté ont tenu une réunion privée pour discuter de la méthode à suivre pour décider des championnats de comté. Une majorité était en faveur "d'ignorer les jeux tirés au sort et de régler le championnat par des victoires et des défaites". Sous ce système, les défaites ont été soustraites des victoires et le comté avec le total le plus élevé était désigné champions. Le nouveau concours, officiellement sanctionné, a débuté au cours de la saison 1890 et a initialement accueilli
Gloucestershire, Kent, Lancashire, Middlesex, Nottinghamshire, Surrey, Sussex et Yorkshire.

## 1890 County Championship
Le 1890 County Championship fut la première édition officiellement organisée. Il s'est déroulé du 12 mai au 28 août. Surrey, qui avait été proclamé officieusement "Champion County" par des sections de la presse après la saison précédente, est devenu le premier champion officiel en remportant neuf de ses quatorze matches.

## Tableau final
Un point a été accordé pour une victoire et un point a été enlevé pour chaque défaite, donc:
- 1 pour une victoire
- 0 pour un match nul
- -1 pour une défaite

| Équipe          | Pld | W | T | L  | D | Pts |
| --------------- | --- | - | - | -- | - | --- |
| Surrey          | 14  | 9 | 0 | 3  | 2 | 6   |
| Lancashire      | 14  | 7 | 0 | 3  | 4 | 4   |
| Kent            | 14  | 6 | 0 | 3  | 5 | 3   |
| Yorkshire       | 14  | 6 | 0 | 3  | 5 | 3   |
| Nottinghamshire | 14  | 5 | 0 | 5  | 4 | 0   |
| Gloucestershire | 14  | 5 | 0 | 6  | 3 | –1  |
| Middlesex       | 12  | 3 | 0 | 8  | 1 | –5  |
| Sussex          | 12  | 1 | 0 | 11 | 0 | –10 |
| Source :        |     |   |   |    |   |     |

### Résumé statistique
| Most runs | Most runs | Most runs         | Most runs       |
| Aggregate | Average   | Joueur            | Comté           |
| --------- | --------- | ----------------- | --------------- |
| 1,082     | 49.18     | Arthur Shrewsbury | Nottinghamshire |
| 832       | 36.17     | W. G. Grace       | Gloucestershire |
| 798       | 34.69     | James Cranston    | Gloucestershire |
| 704       | 39.11     | Bobby Abel        | Surrey          |
| 693       | 33.00     | William Gunn      | Nottinghamshire |
| Source :  |           |                   |                 |

| Most wickets | Most wickets | Most wickets     | Most wickets |
| Aggregate    | Average      | Joueur           | Comté        |
| ------------ | ------------ | ---------------- | ------------ |
| 113          | 12.66        | George Lohmann   | Surrey       |
| 102          | 12.08        | John Sharpe      | Surrey       |
| 90           | 12.90        | Bobby Peel       | Yorkshire    |
| 88           | 14.45        | Frederick Martin | Kent         |
| 80           | 14.61        | Arthur Mold      | Lancashire   |
| Source :     |              |                  |              |